# Klan Sycylijczyków (film)
Klan Sycylijczyków (fr. Le clan des siciliens) – francusko-włoski film gangsterski z 1969 roku w reżyserii Henriego Verneuila, zrealizowany na podstawie powieści pod tym samym tytułem z 1967 roku autorstwa Auguste’a Le Bretona. Zdjęcia kręcono w Paryżu, Rzymie i Nowym Jorku, a także na lotnisku Aéroport de Châteauroux-Centre (departament Indre).

## Opis fabuły
Korsykański złodziej klejnotów Roger Sartet ucieka z aresztu przy pomocy niewielkiego, ale dobrze zorganizowanego mafijnego klanu kierowanego przez patriarchę Vittorio Manalese. W zamian ma pomóc gangsterom w przygotowaniu skoku na kosztowności z salonów jubilerskich. Vittorio i członkowie jego klanu nie znają jednak prawdy o swym korsykańskim sprzymierzeńcu – Sartet zamierza przejąć najcenniejszą część łupu, a dodatkowo zakochuje się w pięknej synowej patriarchy. Tymczasem, na trop gangstera trafia paryski inspektor policji Le Goff.

## Obsada
- Jean Gabin jako Victor Manalese
- Alain Delon jako Roger Sartet
- Lino Ventura jako Inspektor Le Goff
- Irina Demick jako Jeanne Manalese
- Elisa Cegani jako Maria Manalese
- Yves Lefebrve jako Aldo Manalese
- Marc Porel jako Sergio Manalese
- Philippe Baronnet jako Luigi
- Karen Blanguernon jako Theresa
- César Chauveau jako Roberto
- Amedeo Nazzari jako Tony Nicosia
- Sydney Chaplin jako Jack
- Danielle Volle jako Monicque Sartet
- André Pousse jako Malik